# Atari Lynx
O  Atari Lynx foi um console de videogame portátil da quarta geração produzido pela empresa Atari, lançado em 1989 para concorrer com o Game Boy da Nintendo, lançado um mês antes, e com o Game Gear da Sega e o TurboExpress da NEC, lançados no ano seguinte. Sendo o primeiro portátil a apresentar tela colorida. 
Foi o segundo console portátil a ser produzido pela Atari, depois do Touch Me, lançado em 1978.

## História
O Lynx foi originalmente desenvolvido pela Epyx (uma sofhouse que desenvolveu sucessos como California Games, Summer Games, Winter Games, entre outros) em 1987, sendo inicialmente chamado de Handy Game. Dois de seus criadores, Dave Needle e R.J. Mical, também participaram da equipe de desenvolvimento do computador Amiga.
A Epyx exibiu seu projeto em público pela primeira vez em janeiro de 1989, durante o Winter Consumer Electronics Show. Porém, a empresa enfrentou problemas financeiros, e tornou-se evidente que eles não seriam capazes de produzir o Handy Game por conta própria. Após procurar por parceiros, a Epyx chegou a um acordo com a Atari, que ficaria encarregada da produção e comercialização do console, enquanto a Epyx lidaria com o desenvolvimento de software. A Atari então exibiu o projeto no Summer Consumer Electronics Show sob o título provisório de Portable Color Entertainment System. Posteriormente, foi alterado para o nome definitivo, Atari Lynx (lince, em inglês), quando o console foi distribuído aos revendedores.
O Lynx era um videogame que usava um processador central de 8 bits (o 6502) e um processador de video de 16 bits (esta estratégia também foi usada pela NEC com o PC Engine). Isto fez com que o Lynx tivesse imagens fantásticas para a época e jogos excelentes. Mais de uma centena de jogos foram lançados para o Lynx. Grande parte deles agradou ao público, em especial Slime World, jogo para até oito pessoas, onde o objetivo era matar monstros em uma caverna imensa. Os maiores sucessos foram Blue Lightning, California Games, Double Dragon e Shadow of the Beast.
Foi lançado para concorrer com o Game Gear da Sega e com o Game Boy da Nintendo. Porém, devido ao seu alto custo (US$ 180,00 na época), em função de seu procesador de 16 bit e sua tela de alta definiçao, que consumiam muita bateria, acabou no ostracismo.

## Hardware

### Especificações técnicas
|                                                | MOS     | Mikey |
| Frequência de clock: 4 MHz (média de ~3.6 MHz) | Lisura: |       |
| Barramento: 8 bits                             |         |       |
| CMOS - Endereço de memória de 16 bits          |         |       |

|                                                                                           | MOS     | Suzy |
| Frequência de clock: 16 MHz                                                               | Lisura: |      |
| CMOS - Driver de vídeo DMA para LCD - Paleta com 16 cores simultâneas (4 bits) por escala |         |      |

| Canais de áudio: 4 canais de som mono (Lynx II estéreo com efeito pan)          |
| DAC de 8 bits para cada canal (× de 4 canais 8 bits/canal = 32 bits geralmente) |

|                                      | Cartucho |
| Capacidade normal: 128, 256 e 512 kB |          |

| Peso:     | \| 273,05 mm \| 107,95 mm \| 38,1 mm \| \| largura \| altura \| profundidade \| |              |
| 273,05 mm | 107,95 mm                                                                       | 38,1 mm      |
| largura   | altura                                                                          | profundidade |

| 273,05 mm | 107,95 mm | 38,1 mm      |
| largura   | altura    | profundidade |